# Dictyochaeta hughesii
Dictyochaeta hughesii är en svampart som först beskrevs av M.B. Ellis, och fick sitt nu gällande namn av Aramb. & Cabello 1989. Dictyochaeta hughesii ingår i släktet Dictyochaeta och familjen Chaetosphaeriaceae.   Inga underarter finns listade i Catalogue of Life.